# Kuk (berg i Ukraina)
Kuk är ett 1361 meter högt berg som ligger i ukrainska delen av Östkarpaterna, vid gränsen mellan Irshava och Mizhhirya raion i Transkarpatiens oblast, sydväst om Mizhgirya.
Berget, som är ett populärt turistmål, är täckt av bokskogar med enstaka granar upp till en höjd av 1200–1250 meter, och ovanför trädgränsen växer blåbärsris.